# Springhorstsee
Der Springhorstsee ist ein Baggersee in der niedersächsischen Stadt Burgwedel in der Region Hannover.
Der See liegt nordwestlich von Großburgwedel am Rand eines von landwirtschaftlichen Nutzflächen umgebenen Campingplatzes innerhalb des Landschaftsschutzgebietes „Forst Rundshorn–Fuhrberg“. Er entstand 1959/60 beim Bau der Bundesautobahn 7.

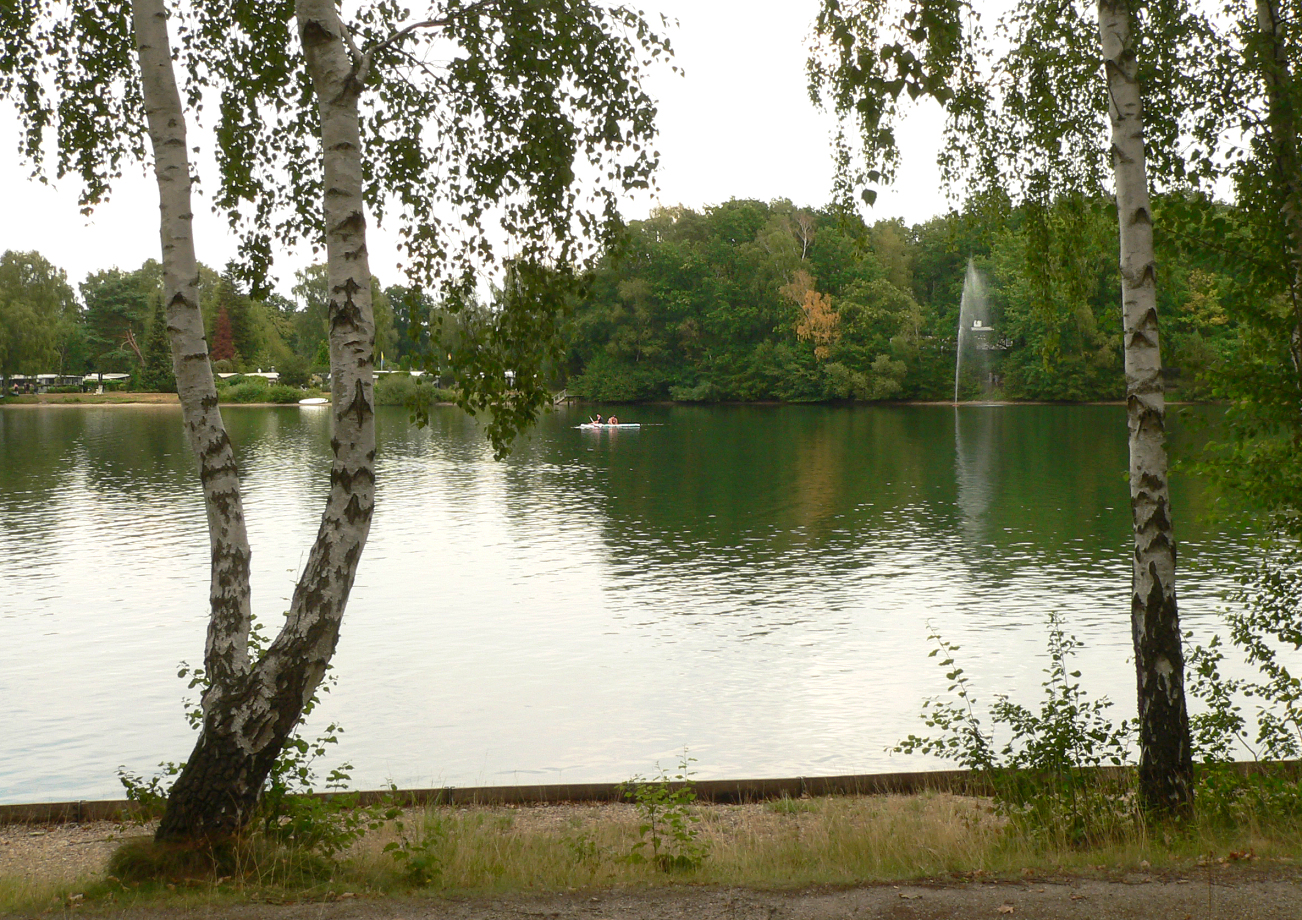
Wasserfläche des Sees

Der See ist von Bäumen und Sträuchern sowie Grasflächen umgeben und wird als Badesee genutzt. Am Südufer befindet sich ein rund 50 Meter breiter Sandstrand.
Seit 1970 wird der See bewirtschaftet. Sanitäre Einrichtungen sind vorhanden. Südlich des Sees befindet sich eine Hotelanlage mit Gastronomie. Der See wird von einem örtlichen Angelverein als Angelsee genutzt.